# Willy Ngumbi Ngengele
Willy Ngumbi Ngengele MAfr (Bujumbura, 13 de fevereiro de 1965) é um clérigo católico burundiano-quinxassa-congolês, bispo de Goma desde 2019.

## Biografia
Willy Ngumbi Ngengele nasceu no Burundi, para onde sua família havia se mudado temporariamente devido ao trabalho de seu pai. Frequentou a escola em Walikale, depois ingressou no Seminário Maior Notre Dame d'Afrique de Bucavu para estudar filosofia (1984-1987). Posteriormente, completou o noviciado em Friburgo (Suíça) (1987-1988), na Sociedade dos Missionários da África (Padres Brancos), depois desenvolveu o seu apostolado em Birni N'Koni, Diocese de Maradi (Níger), e depois iniciou os seus estudos em Teologia em Toulouse (1990-1993), concluída com licenciatura.
Professou em 1 de dezembro de 1992 e foi ordenado sacerdote em 1 de agosto de 1993, por Dom Faustin Ngabu. Após a ordenação, trabalhou por quatro anos na diocese de Maradi, primeiro como vigário na paróquia de Birni N'Koni e depois como pároco de Zinder. Em 1997 tornou-se animador vocacional e formador propedêutico dos Padres Brancos em Goma, e três anos depois tornou-se assistente provincial. Em 2004 tornou-se mestre de noviços dos padres brancos em Bobo Diulasso.
Em 25 de abril de 2007, o Papa Bento XVI o nomeou Bispo da Diocese de Kindu. Foi ordenado bispo em 22 de julho de 2007 em Quindu, por Théophile Kaboy, Bispo de Kasongo, assistido por François-Xavier Maroy Rusengo, Arcebispo de Bukavu, e por Martin Albert Happe, M. Afr., Bispo de Nouakchott. Foi a primeira vez em décadas que um discípulo africano do cardeal Lavigerie foi chamado para o episcopado.
Na Conferência Episcopal Nacional do Congo (CENCO), Dom Ngumbi presidiu a Comissão Episcopal para o Apostolado dos Leigos. Nessa condição, o prelado participou do Sínodo da Juventude em outubro de 2018 em Roma. Em 23 de abril de 2019, o Papa Francisco o nomeou Bispo da Diocese de Goma, sucedendo Dom Théophile Kaboy Ruboneka. Também serviu como Administrador Apostólico de Kindu de 10 de maio de 2019 a 6 de fevereiro de 2021.

Dom Willy Ngumbi Ngengele tem sido um promotor vocal da paz no leste do país, onde as Forças Armadas da República Democrática do Congo (FARDC) estão lutando contra o Movimento 23 de Março (M23), um grupo militar rebelde. Desde o reinício das hostilidades em 2022, o Bispo Ngumbi tem estado intensamente envolvido com as pessoas deslocadas na região do Quivu do Norte e trabalhado na mediação entre as partes no conflito. Mesmo com o avanço do M23 e a devastação da guerra, o bispo permaneceu em Goma. A cidade tem recebido milhões de deslocados pela guerra. A diocese foi dividida em duas, parte sob o domínio dos rebeldes, com infraestrutura destruída, e apesar de alguns religiosos terem fugidos em áreas perigosas, a maioria das paróquias continua em atividade.